# Потерянный остров
«Потерянный остров» — российская драма Дениса Силякова. Выход в прокат состоялся 4 апреля 2019 года.

## Сюжет
Согласно опубликованному синопсису, фильм расскажет о журналисте, отправляющемся на остров, расположенный на Дальнем Востоке для того, чтобы записать репортаж о местных рыбаках. Оказавшись там, журналист буквально становится рабом обитателей острова, которые, как выяснилось, ждали его с нетерпением…

## В ролях
| Актёр              | Роль                    |
| ------------------ | ----------------------- |
| Даниил Масленников | Игорь Воеводин          |
| Наталья Фрей       | Аня                     |
| Татьяна Догилева   | Александра Петровна     |
| Дмитрий Астрахан   |                         |
| Георгий Назаренко  | Тимофеев                |
| Илья Ермолов       |                         |
| Юрий Долгинцов     | Юрий Семёнович Степанов |
| Марина Черкунова   | Людмила Селезнёва       |